# Liste der Biografien/Pod
Liste der Biografien |
Portal Biografien |
Personensuche
# |
A |
B |
C |
D |
E |
F |
G |
H |
I |
J |
K |
L |
M |
N |
O |
P |
Q |
R |
S |
T |
U |
V |
W |
X |
Y |
Z |
?
 
Pa |
Pc |
Pe |
Pf |
Ph |
Pi |
Pj |
Pk |
Pl |
Pm |
Pn |
Po |
Pr |
Ps |
Pt |
Pu |
Pv |
Pw |
Py
 
Poa |
Pob |
Poc |
Pod |
Poe |
Pof |
Pog |
Poh |
Poi |
Poj |
Pok |
Pol |
Pom |
Pon |
Poo |
Pop |
Por |
Pos |
Pot |
Pou |
Pov |
Pow |
Pox |
Poy |
Poz
Die Liste der Biografien führt alle Personen auf, die in der deutschsprachigen Wikipedia einen Artikel haben. Dieses ist eine Teilliste mit 284 Einträgen von Personen, deren Namen mit den Buchstaben „Pod“ beginnt.

## Pod
- Pod, Billy (* 1988), griechischer Jazzmusiker (Schlagzeug)

### Poda
- Poda von Neuhaus, Nicolaus (1723–1798), österreichischer Entomologe und Jesuit
- Poda, Stefano (* 1973), italienischer Opernregisseur
- Podach, Erich Friedrich (1894–1967), Literaturwissenschaftler und Ethnologe
- Podach, Karl (1901–1983), deutscher Politiker (SPD), MdA
- Podak, Bernd (1942–2018), deutscher Handballtorwart
- Podalydès, Bruno (* 1961), französischer Schriftsteller, Regisseur und SchauspielerBruno Podalydès (* 1961)

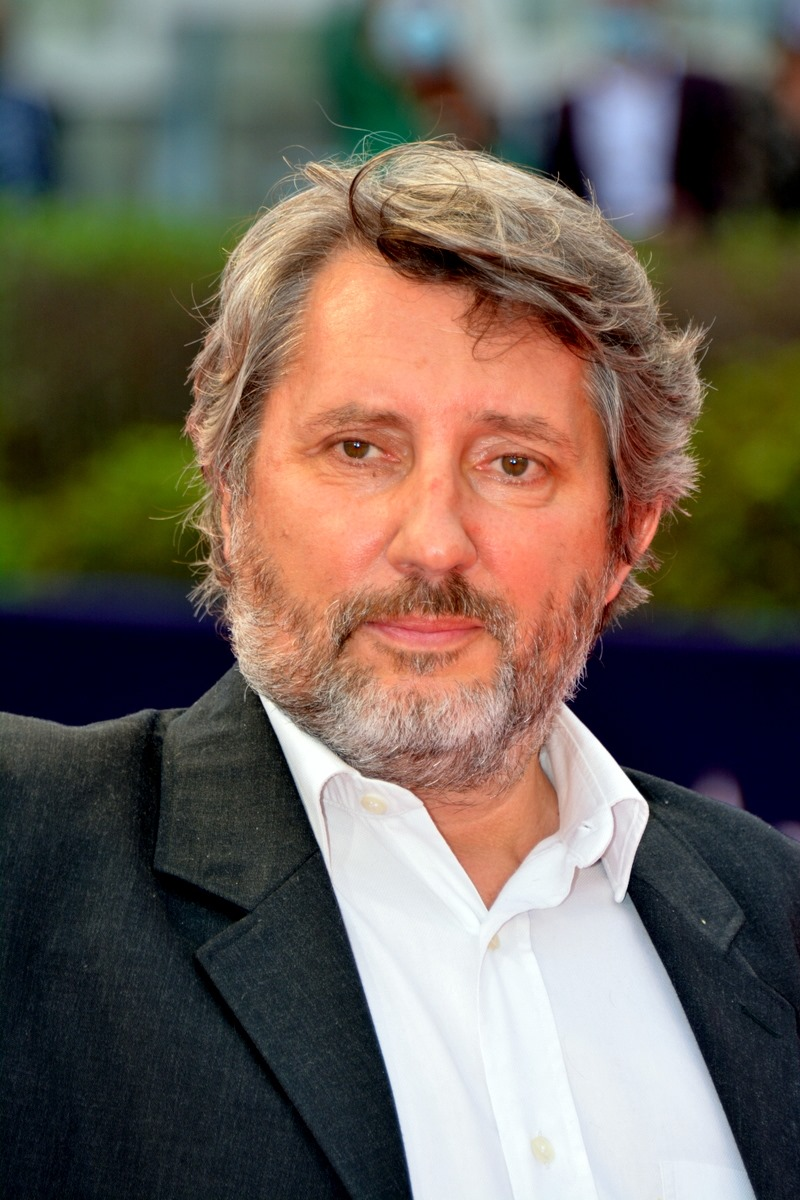
Bruno Podalydès (* 1961)

- Podalydès, Denis (* 1963), französischer Schauspieler, Drehbuchautor und Theaterregisseur
- Podany, Elias (* 2002), österreichischer Basketballspieler

### Podb
- Podber, Dorothy (1932–2008), US-amerikanische Aktionskünstlerin
- Podberjoskin, Wjatscheslaw Michailowitsch (* 1992), russischer Fußballspieler
- Podbielski, Andreas (* 1955), deutscher Mikrobiologe und Infektionsepidemiologie
- Podbielski, Christian (1741–1792), deutscher Organist und Komponist in Königsberg
- Podbielski, Hanno (* 1948), deutscher Radrennfahrer
- Podbielski, Nikodemus Joseph von (1780–1844), preußischer Generalmajor
- Podbielski, Theophil von (1814–1879), preußischer General der Kavallerie

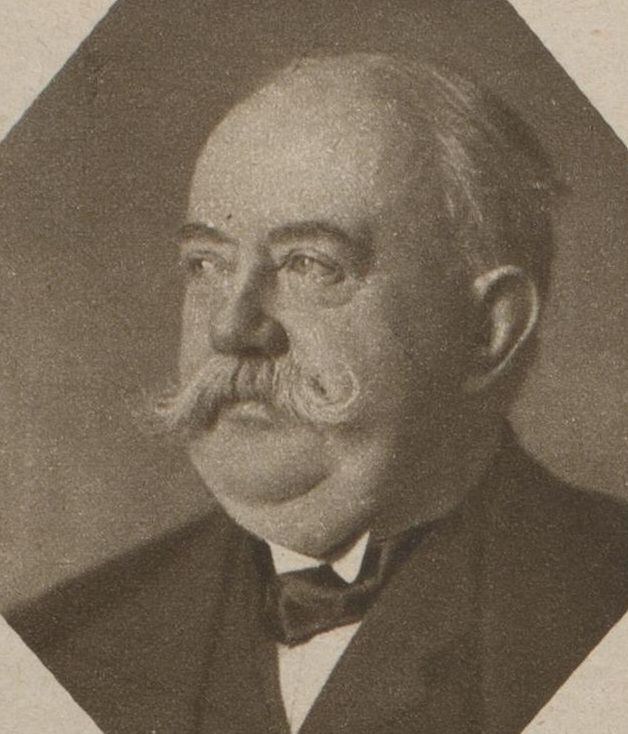
Victor von Podbielski (1844–1916)

- Podbielski, Victor von (1844–1916), preußischer Generalleutnant, Politiker, MdRVictor von Podbielski (1844–1916)
- Podbielski, Victor von (1892–1945), deutscher Politiker (NSDAP), MdR und Oberbürgermeister von Frankfurt (Oder)
- Podborski, Steve (* 1957), kanadischer Skirennläufer
- Podbregar, Sebastjan, slowenischer Sänger in der Stimmlage Tenor
- Podbrożny, Jerzy (* 1966), polnischer Fußballspieler

### Podc
- Podczaszy, Anna (* 1972), polnische Dichterin

### Podd
- Podda, Bischof von Hereford
- Põdder, Maximilian (1852–1905), estnischer Schriftsteller und Übersetzer
- Poddig, Hanna (* 1985), deutsche Klimaschutzaktivistin und Autorin
- Poddubny, Iwan Maximowitsch (1871–1949), russischer Ringer
- Poddubny, Walt (1960–2009), kanadischer Eishockeyspieler, -trainer und -funktionär

### Pode
- Pode, Marcus (* 1986), schwedischer Fußballspieler
- Poděbradský, Jan (* 1974), tschechischer Leichtathlet
- Podebusk, Henning († 1388), Drost von Dänemark
- Podehl, Fritz (1892–1960), deutscher Filmkritiker, Produktionsleiter und Filmdramaturg
- Podehl, Hans (1924–1979), deutscher Jazzmusiker und Musikproduzent
- Podehl, Markus (* 1978), deutscher Architekt
- Podehl, Peter (1922–2010), deutscher Schauspieler, Regisseur und Autor
- Podehl, Wolfgang (* 1943), deutscher Historiker und Bibliothekar
- Podein, Shjon (* 1968), US-amerikanischer Eishockeyspieler
- Podell, Bertram L. (1925–2005), US-amerikanischer Jurist und Politiker
- Podell, Eyal (* 1975), israelisch-US-amerikanischer Schauspieler
- Podella, Thomas (* 1955), deutscher Theologe und Altorientalist
- Podemski, Jennifer (* 1974), kanadische Schauspielerin und Filmproduzentin
- Podemski, Tamara (* 1977), kanadische SchauspielerinTamara Podemski (* 1977)

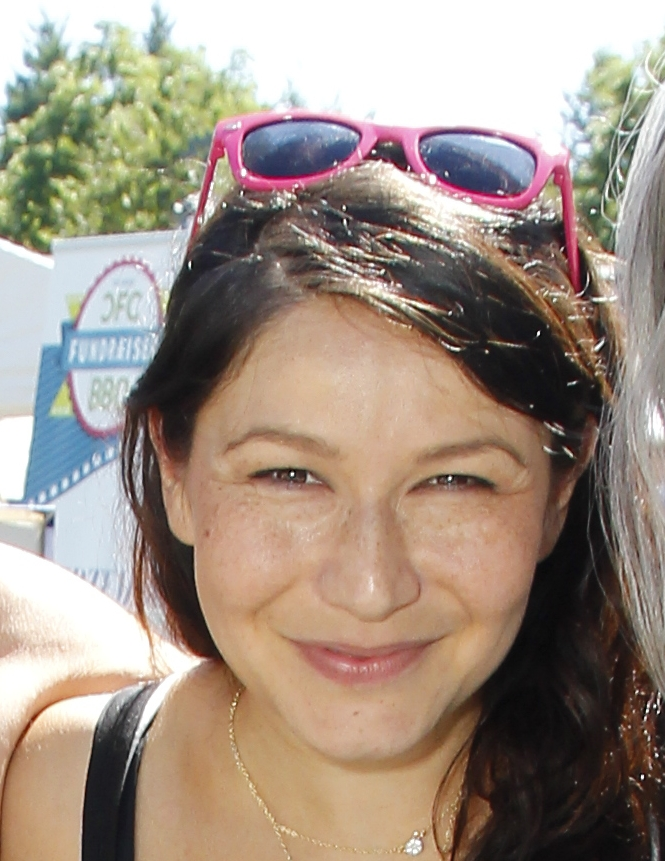
Tamara Podemski (* 1977)

- Podence, Daniel (* 1995), portugiesischer Fußballspieler
- Podenzana, Massimo (* 1961), italienischer Radrennfahrer
- Pöder, Andreas (* 1967), italienischer Südtiroler Politiker
- Põder, Andres (* 1949), estnischer evangelischer Theologe und Erzbischof
- Põder, Raimond (* 1903), estnischer Fußballspieler
- Põder, Rein (1943–2018), estnischer Schriftsteller
- Pöder, Rudolf (1925–2013), österreichischer Gewerkschafter und Politiker (SPÖ), Landtagsabgeordneter
- Poderis, Eimantas (* 1973), litauischer Fußballspieler
- Poderskis, Povilas (* 1990), litauischer Manager und Politiker
- Poderys, Virgilijus (* 1961), litauischer Beamter und Behördenleiter
- Poderytė, Patricija (* 1961), litauische Politikerin
- Podeschi, Claudio (* 1956), san-marinesischer Politiker
- Podeschi, Marco (* 1969), san-marinesischer Politiker
- Podesser, Bruno (* 1964), österreichischer Universitätsprofessor für Labortierkunde sowie Assoziierter Professor für Chirurgie und Herzchirurgie an der Medizinischen Universität Wien
- Podesser, Franz (1895–1969), österreichischer Mundartdichter (Kärnten)
- Podéšt, Ludvík (1921–1968), tschechischer Komponist
- Podestá, Alberto (1924–2015), argentinischer Tangosänger und -komponist
- Podesta, August (1813–1858), deutscher Maler und Graphiker
- Podesta, Auguste (1827–1902), deutsche Opernsängerin (Sopran)
- Podestá, Horacio (1911–1999), argentinischer Ruderer
- Podestá, Jerónimo José (1920–2000), argentinischer Geistlicher, Bischof von Avellaneda
- Podesta, John (* 1949), US-amerikanischer Jurist, Stabschef des Weißen HausesJohn Podesta (* 1949)

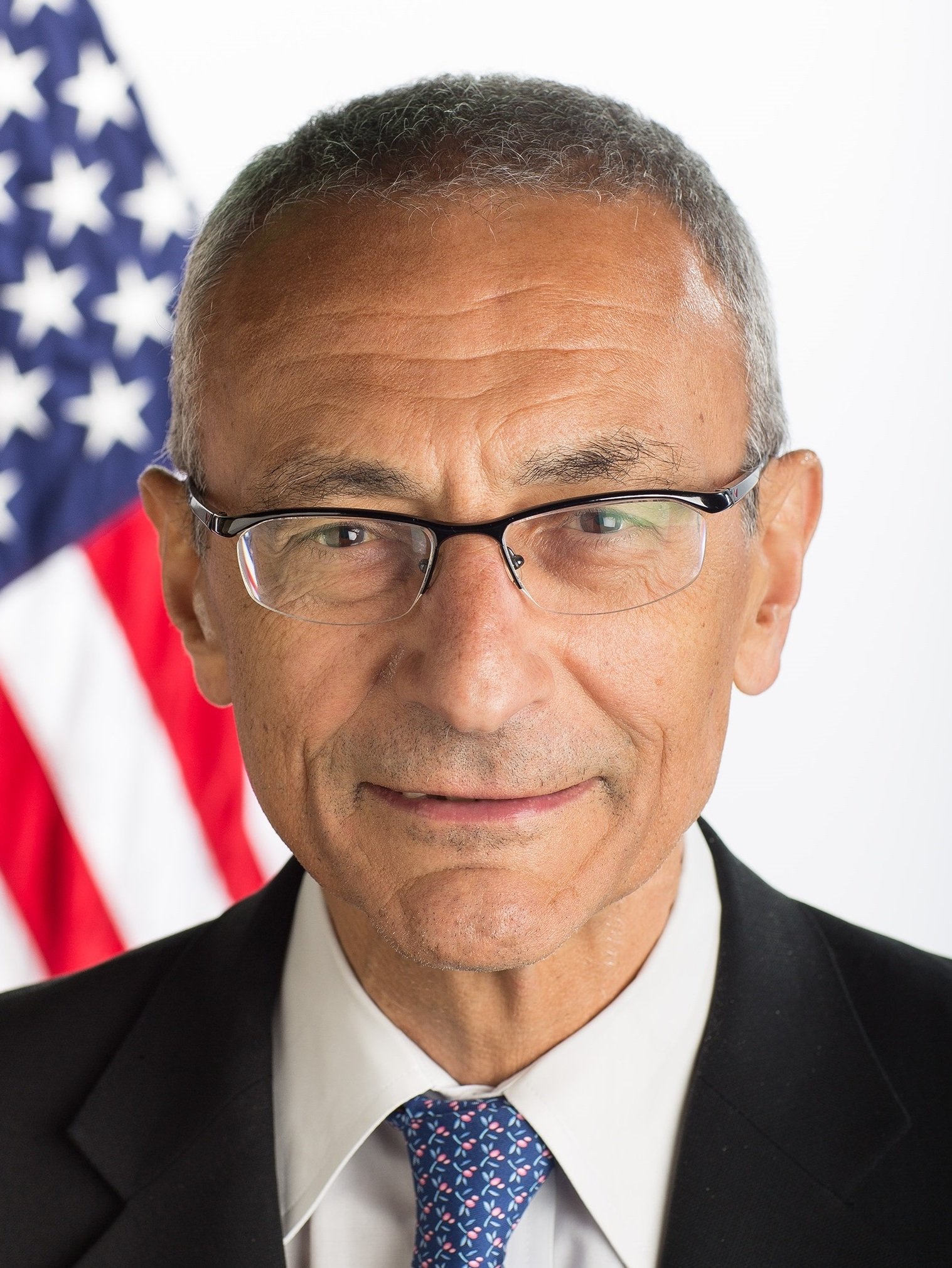
John Podesta (* 1949)

- Podestà, Laura (1954–2022), italienische Schwimmerin
- Podesta, Richard (* 1948), französischer Radrennfahrer
- Podestà, Rossana (1934–2013), italienische Filmschauspielerin
- Podesti, Francesco (1800–1895), italienischer Maler
- Podeswa, Bärbel (* 1946), deutsche Hürdenläuferin und Sprinterin
- Podeswa, Jeremy (* 1962), kanadischer Filmregisseur und Drehbuchautor
- Podeswa, Rainer (* 1957), deutscher Politiker (AfD), MdL
- Podeus, Heinrich (1832–1905), deutscher Kaufmann
- Podewell, Cathy (* 1964), US-amerikanische Schauspielerin
- Podewils, Adam Joachim von (1697–1764), preußischer Offizier
- Podewils, Adam von († 1503), herzoglich Pommerscher Geheimer Rat und Amtshauptmann von Zanow
- Podewils, Adam von (1617–1697), brandenburgischer Geheimer Staatsrat, pommerscher Regierungsrat und Kammerpräsident
- Podewils, Christian Ferdinand von (1768–1831), preußischer Generalmajor
- Podewils, Christian Ludwig von (1723–1783), königlich preußischer Hof- und Legationsrat
- Podewils, Clemens Graf von (1905–1978), deutscher Journalist und Schriftsteller
- Podewils, Constantin Guido von (1703–1762), preußischer Generalmajor
- Podewils, Dionysius von († 1647), herzoglich gottorpscher später königlich dänischer Rat und Gesandter sowie Hofmarschall von Christian IV.
- Podewils, Ernst Friedrich von (1718–1782), pommerscher Landrat
- Podewils, Ernst Peter von (1737–1791), preußischer Offizier und Landrat
- Podewils, Felix von (1611–1686), schwedischer Oberst und Landrat in Vorpommern
- Podewils, Ferdinand Friedrich Wilhelm Werner von (1801–1881), preußischer Generalmajor
- Podewils, Franz Friedrich Jakob von (1779–1842), bayerischer Oberst, Regimentskommandeur und Kommandeur der Festung Germersheim
- Podewils, Franz Wilhelm von (1705–1768), pommerscher Regierungsrat
- Podewils, Friedrich Heinrich von (1746–1804), königlich preußischer Landrat
- Podewils, Friedrich von (1804–1863), deutscher Beamter, Regierungspräsident
- Podewils, Friedrich Wilhelm von (1723–1784), preußischer Offizier, zuletzt Generalmajor
- Podewils, Georg Friedrich von, deutscher Landesdirektor und Landrat im Kreis Schivelbein
- Podewils, Heinrich Peter von (1749–1809), preußischer Landrat, Landesdirektor von Vorpommern
- Podewils, Heinrich von (1615–1696), französischer Feldmarschall, braunschweigisch-lüneburgischer Generalfeldzeugmeister
- Podewils, Heinrich von (1696–1760), preußischer Wirklicher Geheimer Staats-, Kriegs- und Kabinettsminister
- Podewils, Johann Wilhelm Ludwig von (1762–1825), preußischer Landrat
- Podewils, Otto Christoph von (1719–1781), preußischer Diplomat und Etatsminister
- Podewils, Otto Wilhelm von (1595–1657), preußischer Offizier
- Podewils, Peter, Amtshauptmann von Loitz
- Podewils, Peter Ernst von (1690–1755), preußischer Oberst und Kommandant der Zitadelle Friedrichsburg
- Podewils, Peter Heinrich von (1780–1838), preußischer Verwaltungsbeamter und Generalmajor
- Podewils, Philipp von (1809–1885), bayerischer Generalleutnant
- Podewils, Sophie Dorothee von (1909–1979), deutsche Erzählerin und Lyrikerin
- Podewils, Ulrich (* 1947), deutscher Jurist und Hochschulmanager im Ruhestand
- Podewils-Dürnitz, Erdmann von (1877–1952), deutscher Jurist, Diplomat, Generalkonsul und Gesandter
- Podewils-Dürniz, Clemens von (1850–1922), bayerischer Politiker
- Podewin, Norbert (1935–2014), deutscher SED-Funktionär und Autor
- Podewin, Wilma (1933–1990), deutsche Hochschullehrerin und Abgeordnete der Volkskammer
- Podeyn, Hans Carl (1894–1965), deutscher Politiker (SPD), MdHB, Botschafter
- Podezin, Franz (* 1911), deutscher SS-Sturmscharführer und Kriegsverbrecher

### Podg
- Podgaiz, Jefrem Iossifowitsch (* 1949), russischer Komponist
- Podger, Francis Denis (1933–2009), australischer Botaniker
- Podger, Rachel (* 1968), deutsch-britische Violinistin
- Podger, Sally (* 1962), englische Badmintonspielerin (Guernsey)
- Podgorean, Radu (* 1955), rumänischer Politiker, MdEP
- Podgorichani, Lidia (* 2007), thailändische Tennisspielerin
- Podgornig, Gerald, österreichischer Filmproduzent
- Podgornik, Dean (* 1979), slowenischer Radrennfahrer
- Podgórnik, Marta (* 1979), polnische Dichterin, Herausgeberin und Literaturkritikerin
- Podgorny, Jewgeni Anatoljewitsch (* 1977), russischer Kunstturner
- Podgorný, Jiří (1912–1987), tschechischer Fernschachspieler
- Podgorny, Nikolai Wiktorowitsch (1903–1983), sowjetisch-ukrainischer Politiker, Staatsoberhaupt der Sowjetunion (1965–1977)Nikolai Wiktorowitsch Podgorny (1903–1983)

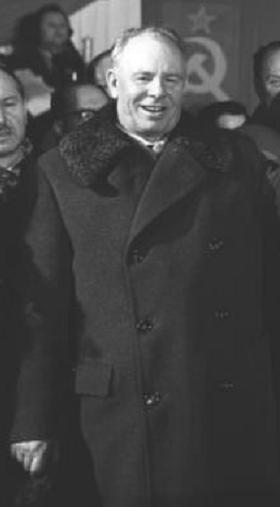
Nikolai Wiktorowitsch Podgorny (1903–1983)

- Podgorschek, Elmar (* 1958), österreichischer Politiker (FPÖ), Abgeordneter zum Nationalrat, Mitglied des Bundesrates
- Podgórska, Stefania (1921–2018), polnische Gerechte unter den Völkern
- Podgorski, Franz (1913–1990), deutscher Fußballspieler und -trainer
- Podgórski, Stanisław (1882–1964), polnischer Landschaftsmaler und Kunstlehrer
- Podgórski, Stanisław (1905–1981), polnischer Radrennfahrer
- Podgorski, Teddy (1935–2024), österreichischer Radio- und Fernsehjournalist, Schauspieler, Theaterregisseur und Autor
- Podgórski, Władysław (1956–1976), polnischer Skilangläufer
- Podgorsky, Helmut (1906–1944), deutscher kommunistischer Widerstandskämpfer

### Podh
- Podhajsky, Alois (1898–1973), österreichischer Reiter und SachbuchautorAlois Podhajsky (1898–1973)

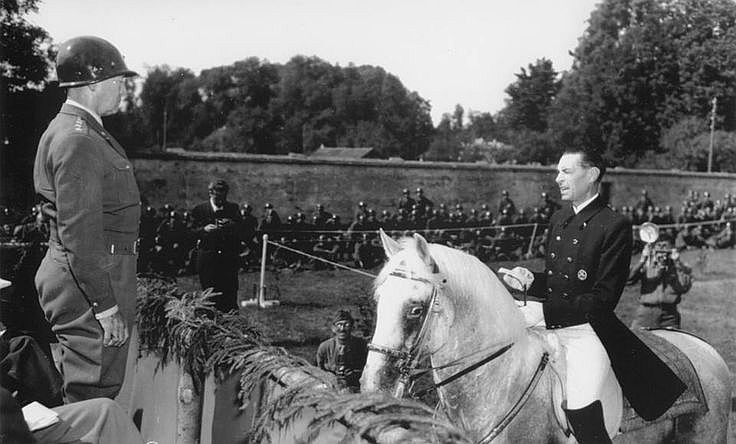
Alois Podhajsky (1898–1973)

- Podhajsky, Wilhelm (1902–1994), österreichischer Psychiater
- Podhányiová, Viera (* 1960), slowakische Hockeyspielerin
- Podholjuzin, Maksim (* 1992), estnischer Fußballspieler
- Podhoretz, John (* 1961), US-amerikanischer konservativer Publizist
- Podhoretz, Norman (* 1930), US-amerikanischer Intellektueller
- Podhorín, Oliver (* 1992), slowakischer Fußballspieler
- Podhorsky, Mathias (1800–1849), tschechischer Opernsänger (Bariton)
- Podhorsky, Stjepan (1875–1945), jugoslawischer Architekt
- Podhostnik, Thomas (* 1972), deutscher Schriftsteller
- Podhradská, Mária (* 1975), slowakische Sängerin, Moderatorin und Schauspielerin
- Podhradský, Peter (* 1979), slowakischer Eishockeyspieler
- Podhůrský, Zdeněk (* 1959), tschechischer Schauspieler

### Podi
- Podimata, Anni (* 1962), griechische Politikerin (PASOK), MdEP
- Podipara, Placid J. (1899–1985), christlicher Gelehrter
- Podiuk, Hans (* 1946), deutscher Kommunalpolitiker (CSU)
- Podivinsky, Ed (* 1970), kanadischer Skirennläufer
- Podivínský, Tomáš Jan (* 1969), tschechischer Politiker und Diplomat

### Podj
- Podjapolskaja, Warwara Petrowna (1892–1975), sowjetische Helminthologin
- Podjatschew, Semjon Pawlowitsch (1866–1934), russischer Schriftsteller
- Podjavorinská, Ľudmila (1872–1951), slowakische Schriftstellerin
- Podjomow, Iwan Michailowitsch (* 1986), russischer Oboist
- Podjursky, Karl von (1720–1781), preußischer Generalmajor, Chef des Husarenregiment Nr. 4

### Podk
- Podkaminskaja, Jelena Iljinitschna (* 1979), russische Schauspielerin
- Podkapová, Zdenka (* 1977), tschechisches FotomodellZdenka Podkapová (* 1977)

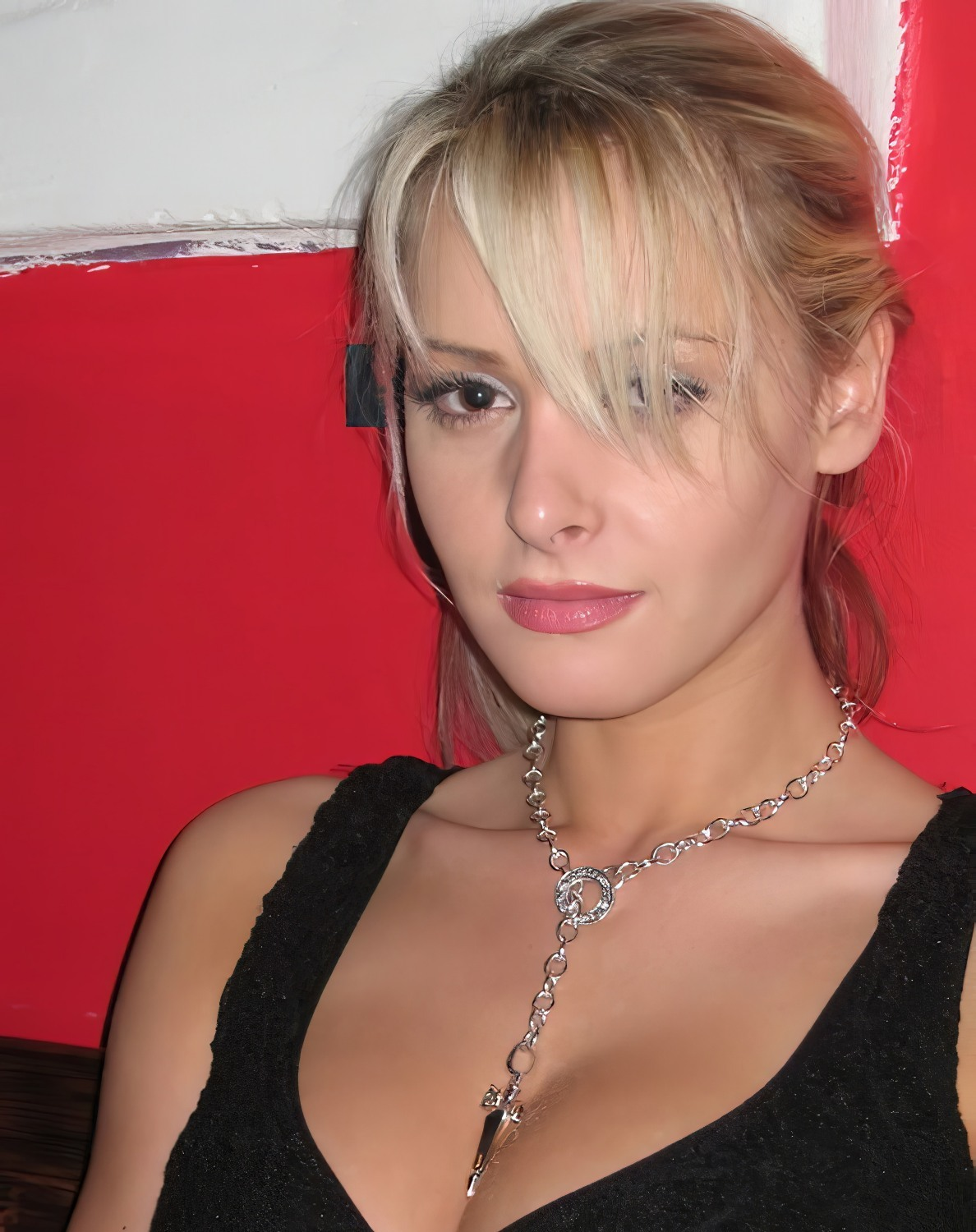
Zdenka Podkapová (* 1977)

- Podkletnow, Jewgeni Jewgenjewitsch (* 1955), russischer Physiker
- Podkolsin, Jewgeni Nikolajewitsch (1936–2003), russischer Offizier
- Podkolsin, Pawel Nikolajewitsch (* 1985), russischer Basketballspieler
- Podkonický, Andrej (* 1978), slowakischer Eishockeyspieler und -trainer
- Podkopajewa, Jekaterina Iljinitschna (* 1952), russische Mittelstreckenläuferin
- Podkopajewa, Lilija (* 1978), ukrainische Kunstturnerin
- Podkorytow, Wassili (* 1994), kasachischer Biathlet
- Podkościelny, Mariusz (* 1968), polnischer Schwimmer
- Podkowiński, Władysław (1866–1895), polnischer Maler und Zeichner

### Podl
- Podladtchikov, Iouri (* 1988), russisch-schweizerischer Snowboarder
- Podlaha, Antonín (1865–1932), römisch-katholischer Priester, Kunsthistoriker, Weihbischof von PragAntonín Podlaha (1865–1932)

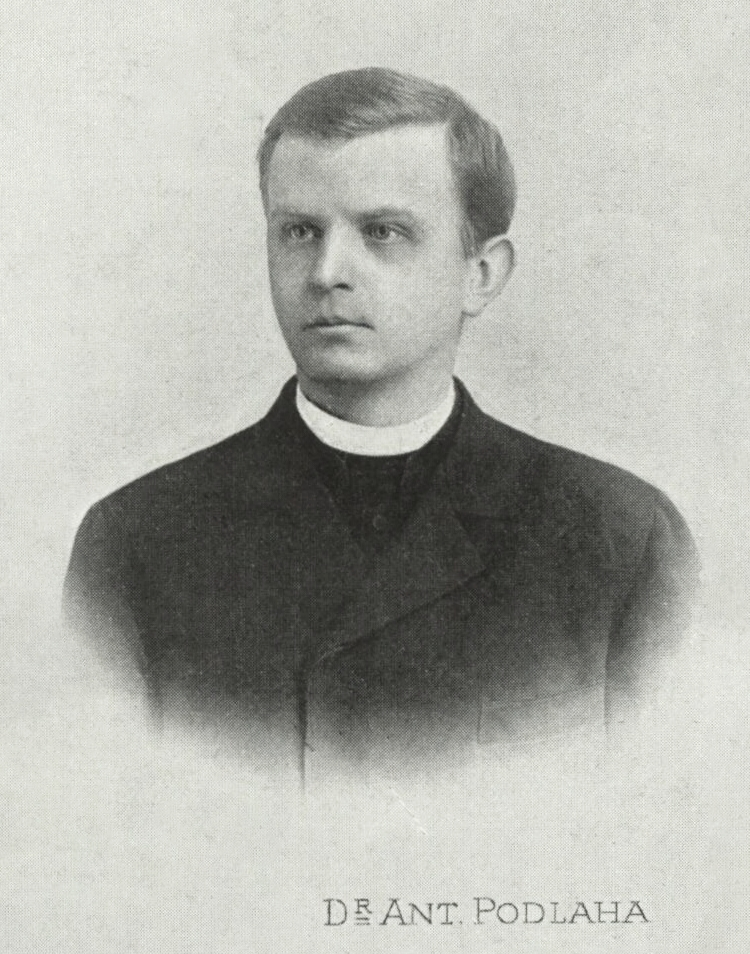
Antonín Podlaha (1865–1932)

- Podlas, Kusma Petrowitsch (1893–1942), sowjetischer Generalleutnant
- Podlas, Ryszard (* 1954), polnischer Sprinter
- Podlasly, Horst (1936–2007), deutscher Fußballtorhüter
- Podlech, Adalbert (1929–2017), deutscher Rechtswissenschaftler und Autor
- Podlech, Dietrich (1931–2021), deutscher Botaniker
- Podlech, Elmar (1936–2008), deutscher Schriftsteller und Hörspielautor
- Podlech, Ferdinand (1878–1946), deutscher römisch-katholischer Geistlicher und Märtyrer
- Podleś, Ewa (1952–2024), polnische Opernsängerin (Kontra-Alt)
- Podlešák, Martin (* 1982), tschechischer Eishockeyspieler
- Podlesch, Carsten (* 1969), deutscher Radrennfahrer
- Podlesch, Karsten (* 1955), deutscher Radsportler
- Podlesch, Rainer (* 1944), deutscher Radrennfahrer
- Podleschka, Kurt (1902–1999), deutscher Mediziner und Hochschullehrer
- Podleśny, Błażej (* 1995), polnischer Volleyballspieler
- Podlich, Helmut (* 1903), deutscher Verwaltungsjurist, Mitbegründer des Nationalsozialistischen Deutschen Studentenbunds
- Podlich, Manfred (1940–2023), deutscher Fußballspieler
- Podlińska, Marcelina (* 1999), polnische Tennisspielerin
- Podlipná, Jana (* 1984), tschechische Schauspielerin und Regisseurin
- Podlipnig, Josef (* 1902), österreichischer Parteifunktionär der Sozialdemokratischen Arbeiterpartei (SDAP)
- Podlipnik, Matic (* 1992), slowenischer Eishockeyspieler
- Podlipnik-Castillo, Hans (* 1988), chilenischer Tennisspieler
- Podlipny-Hehn, Annemarie (* 1938), deutsche Schriftstellerin
- Podlogar, Monika (* 1998), slowenische Hochspringerin
- Podloucky, Richard (* 1947), deutscher Zoologe und Sachbuchautor
- Podlunšek, Peter (* 1970), slowenischer Kunstflugpilot

### Podm
- Podmaniczky, Frigyes (1824–1907), ungarischer Politiker, Schriftsteller und Theaterintendant
- Podmanin, József Podmaniczky von Aszód und (1756–1823), ungarischer Jurist, Politiker und Kunstmäzen
- Podmilsak, Troy (* 2004), US-amerikanischer Freestyle-Skisportler
- Podmol, Libor (* 1984), tschechischer Motocrossfahrer
- Podmore, Frank (1856–1910), britischer Schriftsteller
- Podmore, Olivia (1997–2021), neuseeländische Bahnradsportlerin

### Podn
- Podnebesnowa, Nina Nikolajewna (* 1980), russische Marathon- und Ultramarathonläuferin
- Podnieks, Artēmijs (1908–1971), lettischer Basketball- und Fußballspieler
- Podnieks, Juris (1950–1992), lettischer Regisseur und Filmproduzent

### Podo
- Podobajew, Sergei Wladimirowitsch (* 1989), russischer Biathlet
- Podobas, Dariusz (* 1952), polnischer Sprinter
- Podobas, Wiesław (* 1936), polnischer Radrennfahrer
- Podobedowa, Olga Iljinitschna (1912–1999), sowjetisch-russische Kunsthistorikerin
- Podobedowa, Swetlana (* 1986), russisch-kasachische Gewichtheberin
- Podocathor, Ludovico (1429–1504), Kardinal der Römischen Kirche
- Podojak, Senad (* 1966), bosnischer Sänger und islamischer Religionsfunktionär
- Podola, Günther (1929–1959), deutscher Krimineller
- Podolak, Michal (* 1986), österreichischer Sportschütze
- Podolay, Paul Viktor (* 1946), slowakisch-deutscher Zahntechniker und Politiker (AfD), MdB
- Podolec, Anna (* 1985), polnische Volleyballspielerin
- Podoljak, Alissa (* 1981), ukrainische Diplomatin
- Podoljak, Mychajlo (* 1972), ukrainischer Journalist und politischer Beamter
- Podoljaka, Juri Iwanowitsch (* 1975), russischer Blogger
- Podollan, Jason (* 1976), kanadischer Eishockeyspieler
- Podoloff, Maurice (1890–1985), US-amerikanischer Jurist und Sportmanager
- Podolska, Krystyna (* 1956), polnische Handballspielerin
- Podolske, Herbert (1919–2003), deutscher Handballspieler
- Podolski, Lukas (* 1985), deutscher FußballspielerLukas Podolski (* 1985)

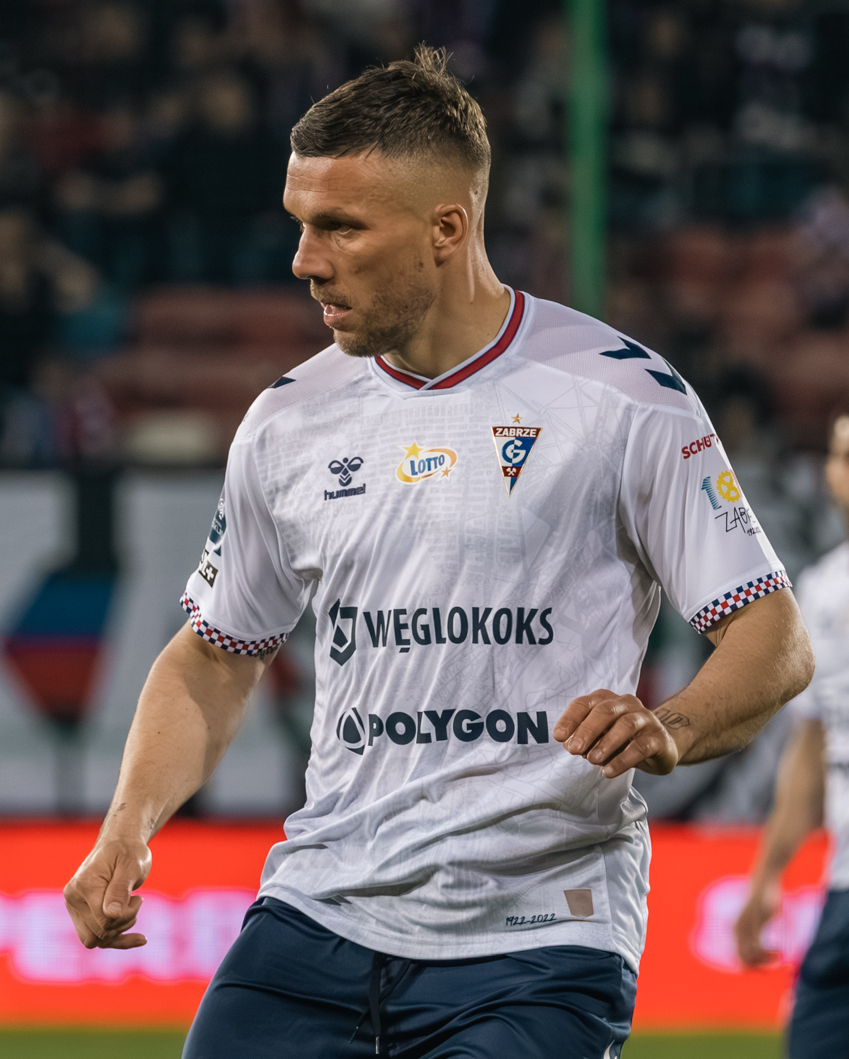
Lukas Podolski (* 1985)

- Podolski, Łukasz (* 1980), polnischer Radrennfahrer
- Podolski, Waldemar (* 1955), polnischer Fußballspieler
- Podolskis, Karolis (* 1985), litauischer Politiker
- Podolsky, Boris (1896–1966), US-amerikanischer Physiker
- Podolskyj, Arkadij (* 1945), ukrainischer Fernschachmeister
- Podoltschak, Ihor (* 1962), ukrainischer Regisseur, Filmproduzent, Drehbuchautor, Künstler und Kurator für zeitgenössische Kunst
- Podolynskyj, Serhij (1850–1891), ukrainischer Physiker und Sozialist
- Podomazki, Jegor Gennadjewitsch (* 1976), russischer Eishockeytorwart
- Podoprigora, Maxim (* 1978), österreichischer Schwimmer
- Podorieszach, Sarah (* 1989), italo-kanadische Rennrodlerin
- Podoroska, Nadia (* 1997), argentinische Tennisspielerin
- Podovac, Danka (* 1982), serbische Fußballspielerin

### Podp
- Podpalnaja, Uljana (* 1995), russische Badmintonspielerin
- Podpečan, Dušan (* 1975), slowenischer Handballspieler
- Podpinka, Andras (* 1968), belgischer Tischtennisspieler
- Podpolinski, Jana (* 1986), deutsche Handballspielerin
- Podpolinski, Toni (* 1986), deutscher Handballspieler
- Podprocký, Jozef (1944–2021), slowakischer Komponist
- Podprugin, Konstantin, US-amerikanischer Schauspieler

### Podr
- Podrabinek, Alexander Pinchossowitsch (* 1953), russischer Journalist und Menschenrechtler
- Podraščanin, Marko (* 1987), serbischer Volleyballspieler
- Podratz, Kurt (* 1919), deutscher Fußballspieler
- Podrebršek, Simon (* 1983), slowenischer Skispringer
- Podrecca, Boris (* 1940), österreichischer ArchitektBoris Podrecca (* 1940)

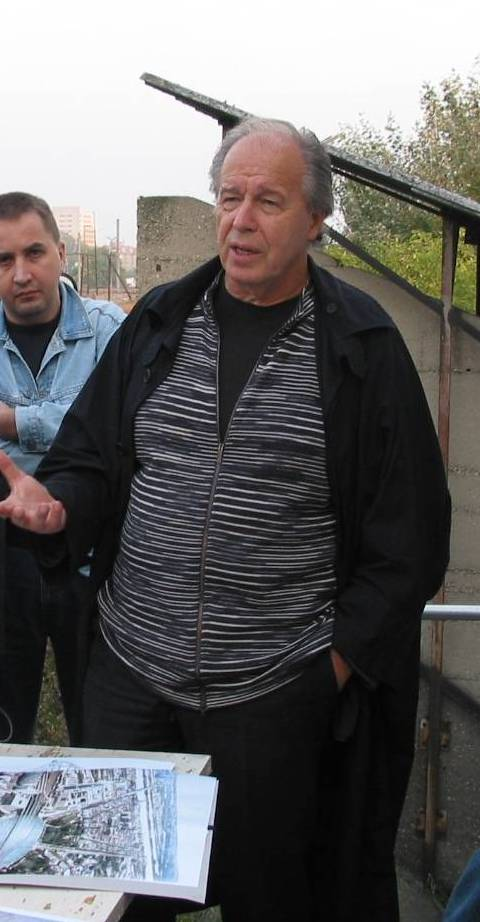
Boris Podrecca (* 1940)

- Podres, Weronika (* 2007), ukrainische Tennisspielerin
- Podrimja, Ali (1942–2012), kosovarischer Lyriker
- Podrugović, Tešan (1775–1815), serbischer Hajduk, Dichter und Guslar

### Pods
- Pods, Klaus-Günter (1954–2004), deutscher Richter am Bundesarbeitsgericht (BAG)
- Podsadecki, Kazimierz (1904–1970), polnischer Maler und Grafiker
- Podschio, Alexander Wiktorowitsch (1798–1873), russischer Schriftsteller und Dekabrist
- Podschiwalow, Iwan Anatoljewitsch (* 1982), russischer Ruderer
- Podschun, Gregor (* 1990), deutscher Sozialarbeiter/Sozialpädagoge und Sozialmanager
- Podsepkina, Lidiya (* 2003), usbekische Hürdenläuferin
- Podsiadło, Dawid (* 1993), polnischer Sänger
- Podsiadło, Jacek (* 1964), polnischer Dichter, Publizist und Übersetzer
- Podsiadło, Paweł (* 1986), polnischer Handballspieler
- Podskalsky, Gerhard (1937–2013), deutscher Byzantinist, Slawist und Theologe
- Podßuweit, Ingeborg (* 1937), deutsche Politikerin (SED)
- Podstanická, Regina (1928–2000), slowakische Astronomin und Entdeckerin eines Asteroiden
- Podstatzky-Prusinowitz, Leopold Anton von (1717–1776), Domdechant und Rektor der Universität Olmütz
- Podstawek, Grzegorz (* 1979), polnischer Fußballspieler
- Podstransky, Hubert (* 1934), österreichisch-schweizerischer Komponist und Musiklehrer
- Podszun, Rupprecht (* 1976), deutscher Jurist und Hochschullehrer
- Podszus, Emil (1881–1968), deutscher Erfinder der Podszus-Lautsprechermembrane und Inhaber zahlreicher Industriepatente
- Podszus, Friedrich (1899–1971), deutscher Lektor, Lyriker und Übersetzer
- Podszus, Linda Belinda (* 1996), deutsche Schauspielerin und Hörspielsprecherin
- Podszus, Marcel (* 1976), deutscher Fußballspieler

### Podt
- Podtschufarowa, Olga Wladimirowna (* 1992), russische Biathletin

### Podu
- Poduje, Šime (1905–1966), jugoslawischer Fußballspieler und -funktionär
- Poduje, Veljko (1907–1993), jugoslawischer Fußballspieler und -trainer
- Podulke, Michael (1922–1988), US-amerikanischer Maler und Graphiker
- Podunavac, Pavle (* 1997), serbischer Eishockeyspieler
- Poduska, William, US-amerikanischer Informatiker

### Podv
- Podvorica, Aferdita (* 1978), albanische Fußballspielerin

### Podw
- Podwornyj, Denys (* 1989), ukrainischer Squashspieler

### Pody
- Podymowski, Stanisław Leopold (1839–1911), polnisch-russischer Bergbauingenieur und Büchersammler

### Podz
- Podzeit, Utz (1942–2022), österreichischer Indologe
- Podzeit-Lütjen, Mechthild (* 1955), deutsch-österreichische Schriftstellerin
- Podzielny, Karl-Heinz (1954–2019), deutscher Schachspieler
- Podziemski, Brandin (* 2003), amerikanischer Basketballspieler
- Podzimek, Markus (* 1975), deutscher Konditormeister und Maître Chocolatier
- Podzimek, Vladimír (1965–1994), tschechoslowakischer Skispringer
- Podzimková, Eva (* 1990), tschechische Schauspielerin
- Podziņš, Ainārs (* 1992), lettisch-russischer Eishockeyspieler
- Podzkiewitz, Jürgen (* 1954), deutscher Filmemacher und Regisseur
- Podzus, Michael (* 1959), deutscher Brigadegeneral der Bundeswehr
- Podzus, Richard (1902–1979), deutscher Politiker (KPD), MdBB